# Giuseppa Caterina Totti

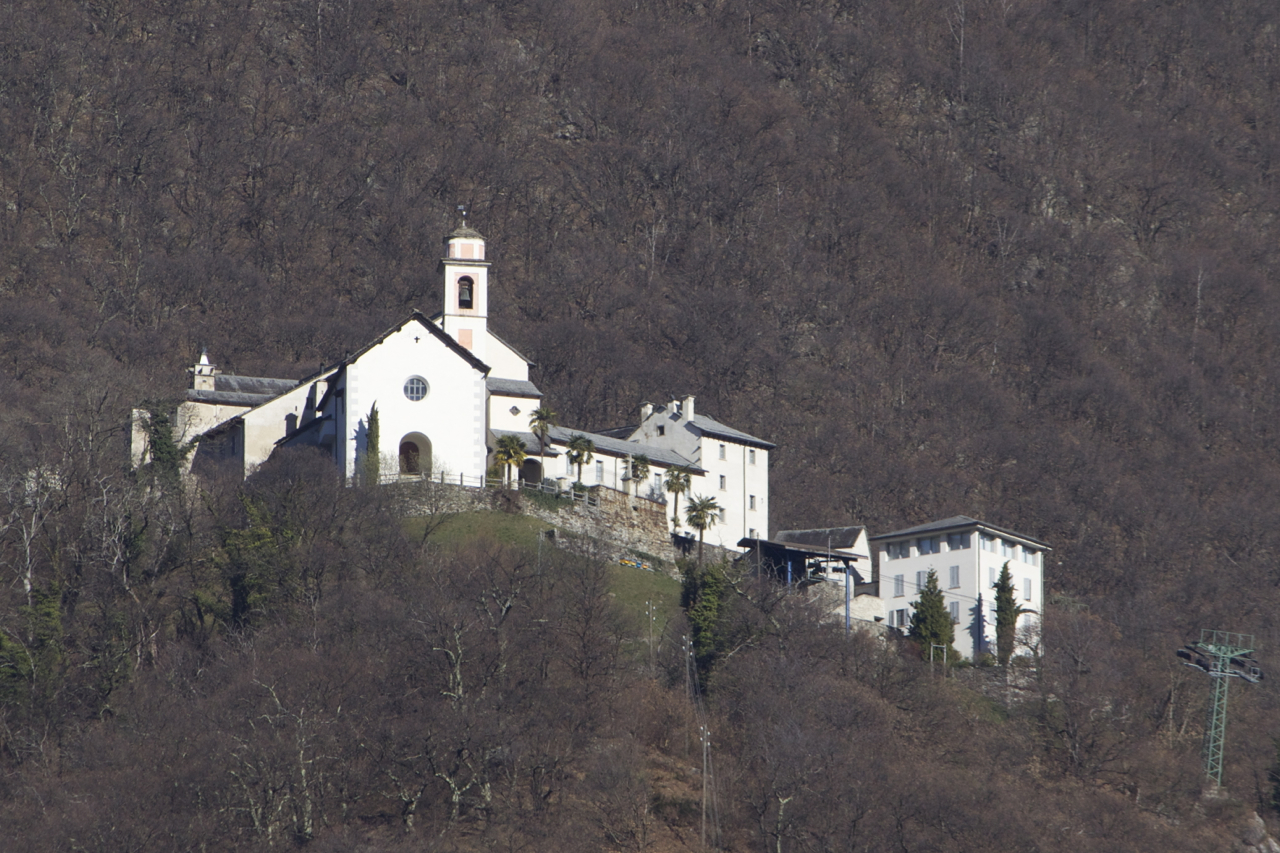
Kloster Santa Maria Assunta, 2014

Giuseppa Caterina Totti OSB (* um 1748; heimatberechtigt in Biasca; † 22. Juni 1824) war eine Schweizer Äbtissin des Klosters Santa Maria Assunta in Claro TI im Tessin.

## Leben
Giuseppa Caterina Totti trat 1772 in den Orden der Benediktinerinnen ein. Als Äbtissin des Klosters Santa Maria Assunta in Claro war sie 1790–1793, 1795–1803 und 1809–1824 tätig.
Angesichts der schwierigen politischen Lage wollte die Mailänder Kurie 1800 eine Wahl verhindern, bestätigte Totti aber im Amt. Das helvetische Direktorium zwang sie 1798, einen zivilen Verwalter zu akzeptieren, und sie musste die Novizinnen nach Hause zu schicken. Totti bewies grossen Mut in der Zeit der Helvetik sowie des Durchzugs französischer, kaiserlicher und russischer Truppen. Sie stellte sich der Besetzung des Klosters entgegen und widersetzte sich Anordnungen des Direktoriums. Im Mai 1799 empfahl sie General Ney, sich samt Stab im Pfarrhaus einzuquartieren und das Kloster zu verschonen. Totti wurde als «Mutter der Armen» verehrt, bewegte sich aber strikt innerhalb der Regeln des klösterlichen Lebens.

## Belege
1. 1 2  Francesca Chiesi Ermotti: Giuseppa Caterina Totti. In: Historisches Lexikon der Schweiz.  22. Februar 2011.
2. ↑  Helvetia Sacra, Band III/1, S. 1704.

| Personendaten    | Personendaten                            |
| ---------------- | ---------------------------------------- |
| NAME             | Totti, Giuseppa Caterina                 |
| ALTERNATIVNAMEN  | Rüttimann, Maria (Geburtsname)           |
| KURZBESCHREIBUNG | Schweizer Äbtissin der Benediktinerinnen |
| GEBURTSDATUM     | um 1748                                  |
| STERBEDATUM      | 22. Juni 1824                            |